# Читау, Мария Михайловна
Мария Михайловна Читау (Огарёва; 1860—1935) — актриса русского театра, литератор, педагог.

## Биография
Урожденная Огарёва, по мужу Кармина, по сцене «Читау-2», псевдоним «Кармина».

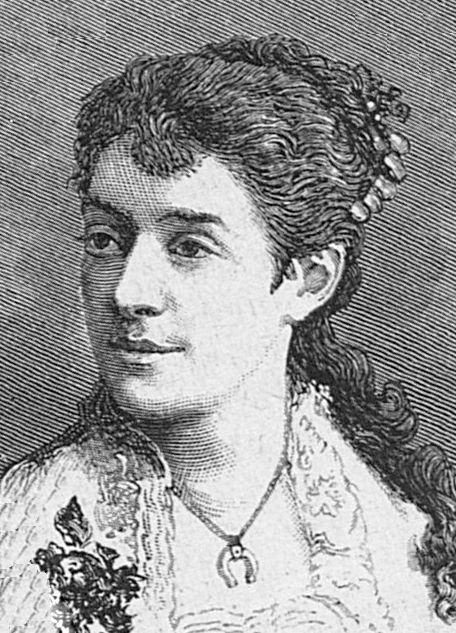
На гравюре 1885 года

В 1876(78)—1900 годах служила в Александринском театре. 
Первая исполнительница роли Маши в пьесе Чехова «Чайка», поставленной в Александрийском театре впервые 17 октября 1896 года:
«Роли в „Чайке“ распределял сам А. С. Суворин. М. Г. Савина должна была играть Нину Заречную, Дюжикова 1-я — Аркадину, Абаринова — Полину Андреевну, Машу — я. В главных ролях из мужского персонала участвовали: Давыдов, Варламов, Аполлонский, Сазонов. На считку „Чайки“ мы собрались в фойе артистов. Не было только Савиной и автора. Савина прислала сказать, что больна. Но, конечно, не её присутствие интересовало собравшихся, а присутствие и чтение самого автора. Начались репетиции. Автор ещё не приехал из Москвы. Савина продолжала хворать, и реплики Заречной читал нам помощник режиссёра Поляков».
Бывала в доме у родителей будущего адвоката Анатолия Кони. Оставила воспоминания о А. П. Чехове.
С 1900 года занималась педагогической деятельностью. После революции в эмиграции. В 1930 году снялась в немецком фильме «Белый дьявол» (англ. White Devil, нем. Der Weiße Teufel).